# 金沢氏
金沢氏（かなざわし、かねざわし）は、日本の氏族。金澤とも書く。

## 概要

### 清和源氏平賀氏族
信濃源氏平賀氏の一門に金沢氏がある。平賀有義の子が信濃国諏訪郡金沢郷に住み、金沢を名乗ったことに始まるという。

### 清和源氏南部氏族
甲斐源氏の流れで、南部氏の一門に陸奥国津軽郡金沢郷（かねざわごう）より起こった家系がある。大浦氏の侍臣に金沢右京亮家光ありという。

### 藤原北家葛山氏流
藤原北家葛山氏の流れを汲む家系がある。葛山太郎惟忠の子上田三郎景忠子の惟清が金沢を名乗ったのに始まるという。

### 常陸国の金沢氏
常陸国に金沢という地名がある。佐竹氏の家臣にも金沢氏があり、佐竹義宣の秋田転封に伴い、常陸から秋田に移住した家系として三家系が確認される。
以下は秋田藩士として続いた金沢氏の系譜である。
本姓を源氏とする家系は、親通の代に常陸より佐竹氏の秋田転封に随行し、出羽国平鹿郡横手に住まう。知行石高は60石であったという。
```
系譜 金沢親舎―親道※―親重―親方―親門―親名
```

また、本姓を平氏とする家系がある。
```
系譜 金沢盛長―盛久―貞恒―貞藤―金平
```

さらに、本姓不詳ながら続いた家系に金沢氏がある。勝定の代に常陸より秋田に下向し、平鹿郡横手に住まうという。
```
系譜 金沢勝定※―勝光―勝政―勝凭
```